# Natura 2000

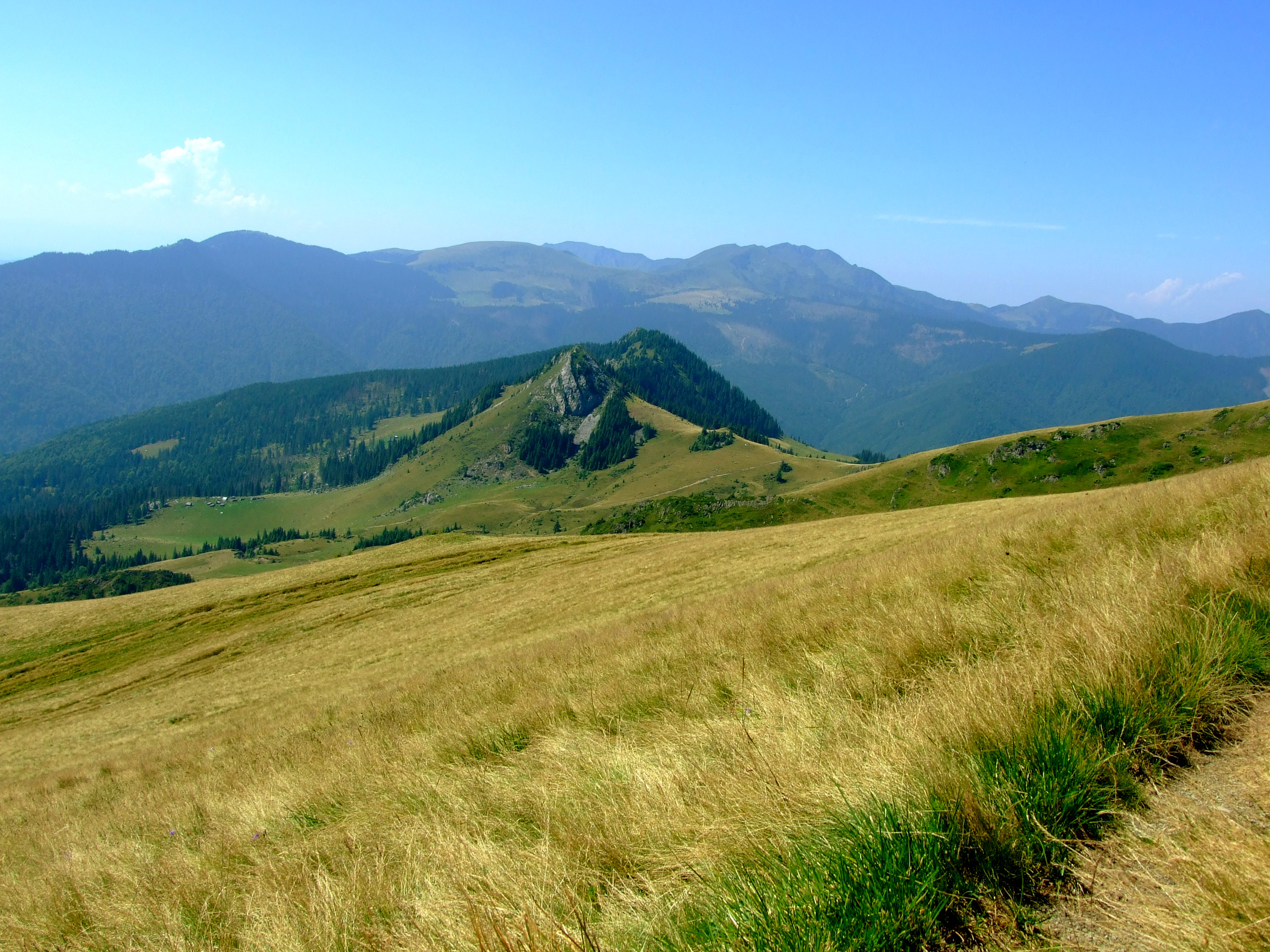
Parcul Natural Munții Maramureșului (Vârful Farcău), arie naturală protejată inclusă în situl (SCI) Natura 2000 - Munții Maramureșului

Natura 2000 este o rețea ecologică de arii protejate ce are scopul să mențină într-o stare de conservare favorabilă o selecție a celor mai importante tipuri de habitate și specii ale Europei.
Natura 2000 este instrumentul principal pentru conservarea patrimoniul natural pe teritoriul Uniunii Europene.
Rețeaua Natura 2000 a fost constituită nu doar pentru protejarea naturii, ci și pentru menținerea bogățiilor naturale pe termen lung și pentru a asigura resursele necesare dezvoltării socio-economice durabile.
Rețeaua Natura 2000 este formată din așa-numitele situri de importanță comunitară (situri Natura 2000), care se împart în două categorii :
1. Arii Speciale de Conservare/Situri de Importanță Comunitară (SAC - Special Areas of Conservation/SCI - Sit de Importanță Comunitară) - constituite conform Directivei Habitate a Uniunii Europene (Directiva 92/43 din 1992 privind Conservarea Habitatelor Naturale și a Faunei și Florei Sălbatice[1]);
2. Arii de Protecție Specială Avifaunistică (SPA - Special Protected Areas) - constituite conform Directivei Păsări a Uniunii Europene (Directiva 79/409 din 1979 referitoare la conservarea păsărilor sălbatice[2]).

## Natura 2000 în România
În România siturile de importanță comunitară au fost desemnate în două etape:
Prima în anul 2007, când au fost desemnate 273 de situri de importanță comunitară prin Ordinul ministrului mediului și dezvoltării durabile nr. 1964/2007 privind instituirea regimului de arie naturală protejată a siturilor de importanță comunitară, ca parte integrantă a rețelei ecologice europene Natura 2000 în România. 
A doua etapă la sfârșitul anului 2011, prin desemnarea de noi situri prin Ordinul nr. 2387 din 29 septembrie 2011 pentru modificarea Ordinului ministrului mediului și dezvoltării durabile nr. 1.964/2007 privind instituirea regimului de arie naturală protejată a siturilor de importanță comunitară, ca parte integrantă a rețelei ecologice europene Natura 2000 în România, când numărul de situri de importanță comunitară a ajuns la 408, având o suprafață de 4.147.368 ha. 
În legislația românească cele două directive sunt transpuse prin Ordonanța de Urgență nr. 57 din 20 iunie 2007 privind regimul ariilor naturale protejate, conservarea habitatelor naturale, a florei și faunei sălbatice.